# 中和路教会

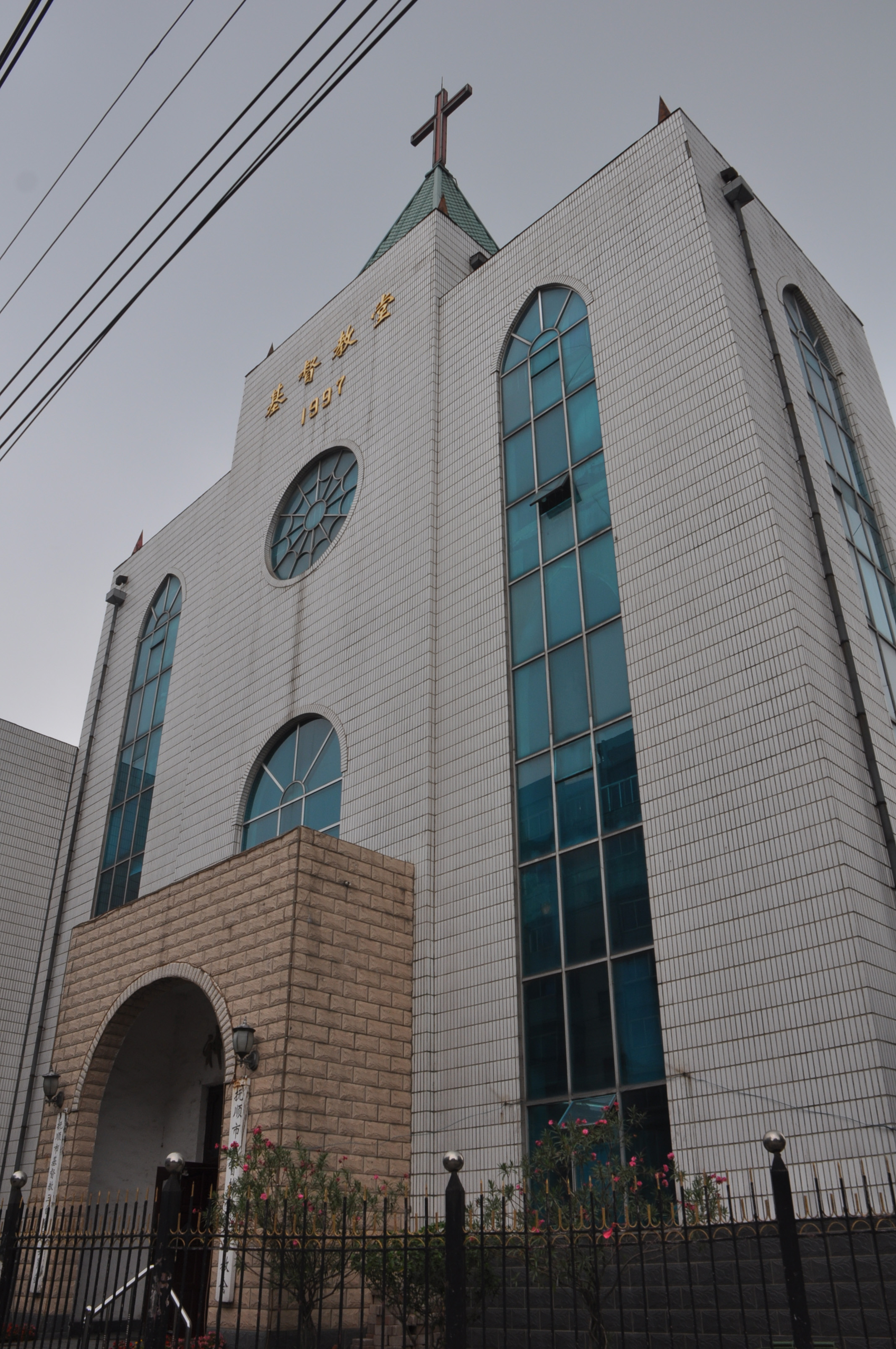
中和路プロテスタント教会（中国・撫順市）

中和路教会（ちゅうわろきょうかい、英文名称：Fushun Zhonghe Street Church）は中国遼寧省撫順市新撫区にある主要なキリスト教プロテスタント教会で、1998年に新しい教会が建てられて迎客路教会（戦前の南台にあった日本人教会を改名）が引っ越して、現在の教会になっている。

## 教会の歩み
撫順市におけるプロテスタント教会の歩みは次のようなものである。 
- 初期：1882年（光緒8年）～1927年（民国7年）

英国スコットランドの長老会のジョン・ロスが瀋陽から来て撫順の宣教を始め（1882年）、後に日本人による南台教会（岸田民雄牧師、後の迎客路教会）、朝鮮族による清原県教会なども建てられた。
- 長老会・神召会分立時期：1928年～1958年

瀋陽長老会が撫順長老会の成立を承認し（1928年）、別にアッセンブリーズ・オブ・ゴッド（神召会）の宣教も撫順で開始され（1936年）、その後満州基督教会の成立を見た（1942年）。終戦により中華基督教会が成立した（1945年）。
- 長老会・神召会合併時期：1959年～1978年

撫順市基督教三自愛国運動委員会が成立し（1958年）、長老会と神召会は合併して撫順市迎客路基督教会となった（1959年）。1966年からの文革時期10年間は教会は迫害を受けて、信徒は家庭で礼拝した。
- 回復・発展時期：1979年～2012年

迎客路基督教会で礼拝が再開され（1980年10月28日）、その後迎客路教会の建物の老朽化が激しいため、中和教会堂を建てて献堂して（1998年7月17日）引っ越し、2012年に撫順市宣教130周年を迎えた。
住所：遼寧省撫順市新撫区一道街中和路

電話：024-5233-6867、ファックス：024-5233-9867